# Siège de Puycerda
Guerre des faucheurs
Guerre franco-espagnole
Batailles
- Les Avins (05-1635)
- Louvain (06-1635)
- Tornavento (06-1636)
- Îles de Lérins (03-1637)
- Leucate (08/09-1637)
- Yvois (1637)
- Getaria (08-1638)
- Thionville (06-1639)
- Salses (07-1639)
- Les Downs (10-1639)
- Turin (05-1640)
- Yvois (1639)
- Montjuïc (01-1641)
- Aire (1641)
- Honnecourt (05-1642)
- Rocroi (05-1643)
- Carthagène (09-1643)
- Lérida (05-1646)
- Bergues (08-1646)
- Dunkerque (09-1646)
- Lérida (05-1647)
- Lens (08-1648)
- Rethel (1650)
- Barcelone (1651-1652)
- Mouzon (1653)
- Bordils (12-1653)
- Arras (08-1654)
- Puycerda (10-1654)
- Landrecies (06-1655)
- Pavie (1655)
- Valenciennes (07-1656)
- Dunkerque (05-1658)
- Les Dunes (06-1658)
- Bergues (07-1658)

Le siège de Puycerda qui eut lieu du 13 octobre au 21 octobre 1654, durant la guerre des faucheurs, opposa les troupes espagnoles aux troupes franco-catalane qui prirent la ville.

## Le siège
Le siège commença le 13 octobre 1654 et la place se rendit le 21 octobre de la même année.
Pendant le siège, la ville de Gérone envoie une compagnie pour secourir les assiégés ainsi que Barcelone qui envoie 500 hommes, sous les ordres du mestre de camp Galceran Joseph des Pins, pour aller au secours de la ville.
La ville capitula à la suite de la mort du gouverneur Don Pedro Valenzuela : « sa mort nous fit avoir aussitôt par capitulation cette place, que nous n'eussions eue que par la brèche s'il eût vécu : car c'était un homme qui consultait son courage plutôt que l'intérêt du Roi son Maître. » (Bussy-Rabutin)

## Forces en présence
Royaume de France
- Infanterie
  - Régiment d'Aubeterre
  - Régiment de Bellefonds
  - Régiment de Bussy-Rabutin
  - Régiment de Champagne
  - Régiment d'Estrées
  - Régiment de Guyenne
  - Régiment d'Harcourt
  - Régiment de Normandie
  - Régiment de Roquelaure
  - Régiment de Vardes

.....
- Cavalerie
  - Régiment de cavalerie du duc de Candale ,
  - Royal-Navarre[2].
  - Régiment de Merinville cavalerie
  - Régiment d'Aguilar cavalerie

- 6 compagnies de gendarmes
- Plusieurs compagnies de miquelets de l'armée française

 Monarchie espagnole
La garnison de la place, dirigée par Pedro Valenzuela, est formée par les forces suivantes :
- Compagnie de cavalerie d'Alfonso de Villars
- Tercios espagnols (ou catalans) de Thomas Banyoles
- Régiment irlandais de Ghirardi
- Régiment allemand de Quarenna
- Régiment napolitain de Lutani
- Milice de la région de Tremp

## Source
- (ca) Cet article est partiellement ou en totalité issu de l’article de Wikipédia en catalan intitulé « Setge de Puigcerdà (1654) » (voir la liste des auteurs).
- Mémoires, Roger de Bussy-Rabutin - Paris : J. Anisson, 1696. Texte en ligne : « Tome I »(Archive.org • Wikiwix • Archive.is • Google • Que faire ?) « Tome II »(Archive.org • Wikiwix • Archive.is • Google • Que faire ?) « Tome III »(Archive.org • Wikiwix • Archive.is • Google • Que faire ?)